# Wolfgang Matschke
Wolfgang Matschke (* 28. September 1937 in Bad Reinerz, Landkreis Glatz, Provinz Niederschlesien; † 3. November 2006) war ein deutscher Rechtsanwalt und Notar.

## Leben
Wolfgang Matschke studierte Rechtswissenschaften an der Albert-Ludwigs-Universität Freiburg und der Johann Wolfgang Goethe-Universität Frankfurt am Main. 1963 absolvierte er die Erste Juristische Staatsprüfung und 1966 die Zweite Juristische Staatsprüfung. Ab 1967 war er als Rechtsanwalt tätig. 1970 wurde er in Frankfurt am Main mit der Arbeit „Die Haft des Schuldners im Offenbarungseidsverfahren und das Grundgesetz“ zum Dr. iur. promoviert. 1977 erhielt er die Zulassung als Notar. 1968 trat er in die Sozietät Schiedermair & Partner ein, die in der Großkanzlei Oppenhoff & Rädler und später Linklaters aufging, wo er als Senior-Partner insbesondere im Stiftungswesen tätig war.
1996 wurde Matschke zum Präsidenten des Anwaltsgerichtshof Hessen gewählt. Er war Vorstandsmitglied der Rechtsanwaltskammer Frankfurt am Main (1973–1981), Frankfurter Anwaltsverein (1970–1990) und Deutscher Anwaltsverein (1979–1987).
Wolfgang Matschke hatte zahlreiche Ehrenämter inne. Er war seit 1972 Mitglied der Senckenberg Gesellschaft für Naturforschung und dessen Verwaltungsratsmitglied. 2004 wurde er zum Vorsitzenden des Kuratoriums der Stiftung Hochschule Sankt Georgen gewählt. Er war Beiratsmitglied des Bundesverbandes Deutscher Stiftungen und Initiator sowie Mitbegründer der Initiative Frankfurter Stiftungen e.V.
1971 wurde er von Kardinal-Großmeister Eugène Kardinal Tisserant zum Ritter des Ritterordens vom Heiligen Grab zu Jerusalem ernannt und am 15. Mai 1971 im Konstanzer Münster durch Lorenz Kardinal Jaeger, Großprior der deutschen Statthalterei, und Hermann Josef Abs, Statthalter in Deutschland, investiert. Er war Offizier des Ordens. Er engagierte sich für zahlreiche Sozialprojekte im Heiligen Land.